# محمد صالحی آرام
محمد صالحی آرام (زاده ۱۳۱۷ – درگذشته ۲۸ مهر ۱۴۰۰) شاعر، روزنامه‌نگار، و طنزپرداز ایرانی بود. او از دهه ۱۳۴۰ (خورشیدی) به فعالیت پرداخت و در روزنامه‌ها و نشریات مختلف قلم می‌زد. او در سن ۸۳ سالگی در بخارست درگذشت.

## زندگی حرفه‌ای
محمد صالحی آرام در سال ۱۳۱۷ در همدان بود. او از سال ۱۳۳۶ تا سال ۱۳۹۲ نگارنده صفحه "زیر آسمان کبود" و ستون طنز "قابل عرض" در روزنامه اطلاعات یود. همچنین مقاله‌هایی را در مجله اطلاعات هفتگی (صفحه نمکدون)، نشریه فکاهی کشکیات (ضمیمه مجله تهران مصور)، مجله فکاهیون، مجله گل‌آقا، فردوسی، و طنز پارسی می‌نوشت. محمد صالحی آرام، با نام‌های مستعار صالح‌الشعرا، ملاصالح، آقاخوشخیال، دادا و آمیرزاصالح در مجلات گوناگون شناخته می‌شد.